# Maimonides
Moshe ben Maimon (tiếng Hebrew: משה בן-מימון), hay Mūsā ibn Maymūn (tiếng Ả Rập: موسى بن ميمون), hay còn được gọi là Rambam (/ˈrɑːmbɑːm/; tiếng Hebrew: רמב"ם – viết tắt cho tên "Rabbeinu Moshe Ben Maimon", "Our Rabbi/Teacher Moses Son of Maimon"), và được Latin hóa là Moses Maimonides (/maɪˈmɒnɪdiːz/ my-MON-i-deez), là nhà triết học và nhà thiên văn học người Do Thái. Ông là một trong những người Torah có ảnh hưởng nhất thời kỳ Trung cổ và là một trong rất ít triết gia Do Thái có thể gây ảnh hưởng lên thế giới phi Do Thái.

## Cuộc đời

### Thời ấu thơ, thời niên thiếu và thời thanh niên
Về năm sinh của Maimonides, vẫn có nhiều ý kiến khác nhau, nhưng chủ yếu cho rằng ông sinh vào năm 1135; có ý kiến cho rằng ông sinh năm 1138. Từ nhỏ, Maimonides nghiên cứu luật Torah dưới sự hướng dẫn của cha mình. Vào năm 1148, tuy mới hơn hoặc khoảng 10 tuổi, Mamonides đã phải sống cuộc sống lưu lạc. Đó là vì phong trào cải sang đạo Hồi Almohades đã xâm lược Córdoba, vùng đất nơi Maimonides sinh ra, và đưa ra cho những người Do Thái ba sự lựa chọn: cải đạo, chết hoặc ra đi. Và hầu hết người Do Thái lúc đó, trong đó có cả gia đình Maimonides, quyết định ra đi, điều đã khiến họ bị trục xuất khỏi Córdoba. Những con người đáng thương này lưu lạc ở miền nam của Tây Ban Nha. Họ đã phải đến Fes, Maroc, một vùng đất của châu Phi để tránh sự truy đuổi của những kẻ đòi cải đạo kia và ở đây, Maimonides đã có cơ hội tiếp nhận tri thức thế tục.

### Khi trưởng thành
Sau một thời gian định cư ở Maroc, Maimonides đến sống ở Thánh Địa (tức là quốc gia Palestine cổ) trong khoảng thời gian ngắn. Ông dành nhiều thời gian đến Jerusalem để cầu nguyện và cuối cùng đến Ai Cập. 

### Qua đời
Mamonides qua đời ở Ai Cập nhưng tại địa điểm nào cụ thể ở đất nước này thì vẫn còn tranh cãi. Có ý kiến là Fostat, lại có ý kiến là Cairo. Dù mất ở nơi nào thì thi hài của ông được chôn cất tại Tiberias.

## Những đóng góp

### Triết học
Mamonides là một nhà kinh viện Do Thái nổi tiếng. Vì đọc các tác phẩm triết học của đạo Hồi Ả Rập nhiều hơn được dạy bởi các thầy giáo Ả Rập, ông tiếp xúc không chỉ những tư tưởng triết học này mà còn cả tư tưởng triết học của Aristoteles nữa. Cũng giống như Averroes, Maimonides cũng cố hòa giải khoa học, triết học với tôn giáo. Cụ thể, ông cố hòa giải triết học của Aristoteles với giáo điều của Kinh thánh. 

### Thần học

#### Với Aristoteles-đồng ý và khác biệt
Có lẽ nằm trong hướng hòa giải được nêu ở trên, Maimonides đã khẳng định một điều rằng không có sự mâu thuẫn nào trong chân lý mặc khải của Thượng đế và sự khám phá trí tuệ của con người. Ở đây, ông cho thấy mình chịu ảnh hưởng chính từ hai người: Aristoteles và Talmud. Tuy nhiên, ông cũng không đồng ý với Aristoteles khi nhà khoa học Hy Lạp này cho rằng Thượng đế che chở cho tất cả, chứ không riêng ai.

#### VớiPlato-đi theo các nhà luận giải
Maimonides bảo lưu nhiều quan điểm của những người luận giải triết học của Plato, bởi ông khâm phục họ. Có lẽ ông là người kinh viện duy nhất làm điều đó bởi hầu như không một nhà kinh viện nào có thể chấp nhận. Tiêu biểu là ông ủng hộ cái gọi là thần học tiêu cực.

### Tôn giáo

#### Sống và chết
Mamonides đã phân biệt hai tuệ giác của con người: vật chất (thể xác) và vô chất (cái ngoài thể xác). Vô chất, theo ông, có từ trí tuệ của vũ trụ. Nó là kết quả của nỗ lực linh hồn để có tri thức về trí tuệ giác thuần khiết của Thượng đế.
Về sự bất tử, Maimonides có đồng quan điểm với một triết gia người Do Thái khác cách ông khoảng 4 hay 5 thế kỷ, Baruch Spinoza. Tuy nhiên, làm thế nào để bất tử thì hai người lại nghĩ khác. Nhà triết học Trung cổ cho rằng đó là con đường của bổn phận, còn nhà triết học thời Phục hưng lại nghĩ đó là sự tiếp diễn, từ giác quan qua khoa học đến triết học.

#### 13 nguyên tắc đức tin
- Sự hiện hữu của Thượng đế
- Sự đơn nhất của Thượng đế
- Tinh thần linh và tính vô thể của Thượng đế
- Sự vĩnh hằng của Thượng đế
- Chỉ một mình Thượng đế là đối tượng thờ phụng
- Mặc khải thông qua các tiên tri của Thượng đế
- Moses lỗi lạc nhất trong số các nhà tiên tri
- Lề luật của Thượng đế được ban ra trên Núi Sinai
- Sự bất biến của Torah với tư cách là Luật Thượng đế
- Thượng đế biết trước mọi hành động của con người
- Thưởng điều thiện, phạt điều ác công bằng, nghiêm minh
- Đấng Thiên sai (Messiah) của người Do Thái sẽ tới
- Người chết sống lại (Phục sinh)

## Ảnh hưởng
- Tính kinh viện trong triết học của Maimonides đã ảnh hưởng không nhỏ đến nhiều nhà kinh viện nổi tiếng của châu Âu như Albertus Magnus, Thomas Aquinas và Duns Scotus.
- Những suy nghĩ về tôn giáo của Maimonides đã khiến cộng đồng người Do Thái bị chia tách trong một khoảng thời gian. Một số cho rằng chẳng cần nghĩ đến việc sống lại khi đã chết và đưa ra lý thuyết của ông, số khác thì bảo đó là dị giáo.
- Những học giả Do Thái cũng bị phân chia rất nhiều về tư tưởng khi nói về Maimonides. Họ gồm hai nhóm: cấp tiến và ôn hòa. Mà nhóm cấp tiến lại chia thành người ủng hộ và chống đối lại Maimonides. Còn nhóm ôn hòa, những người chiết trung, thì cũng rắc rối không kém khi vừa ủng hộ thế giới quan kiểu Aristoteles của ông, vừa không đồng ý với những thành phần trong đó, những điều họ cho là mâu thuẫn với tôn giáo của họ. Thuyết chiết trung này đã lên cao vào thế kỷ XIV và thế kỷ XV.
- 13 nguyên tắc tín ngưỡng do ông đề xuất đã gây tranh cãi, bị các học giả phê phán và không được biết đến bởi hầu hết người Do Thái. Tuy nhiên, ngày nay, chúng trở nên phổ biến và là bắt buộc với đạo Do Thái chính thống.

## Tác phẩm
- Khảo luận về Phục sinh
- Míhneh Torah
- Cẩm nang cho người bối rối